# 清水眞澄 (日本文学研究者)
清水 眞澄（しみず ますみ、1957年 - ）は、日本の中世文学・音声表現思想史研究者。静岡県静岡市生まれ。現在、青山学院女子短期大学非常勤講師、聖徳大学非常勤講師。

## 学歴
- 1994年 青山学院大学大学院文学研究科日本文学・日本語専攻博士後期課程単位取得満期退学（文学修士）[1]。2007年『音声表現思想史の基礎的研究　信仰・学問・支配構造の連関』で日本歌謡学会志田延義賞受賞。

## 職歴
- 青山学院大学非常勤講師
- 学習院大学非常勤講師
- 聖徳大学非常勤講師
- 青山学院女子短期大学非常勤講師

## 著書
- 『読経の世界 能読の誕生』（歴史文化ライブラリー）吉川弘文館 2001
- 『音声表現思想史の基礎的研究 信仰・学問・支配構造の連関』三弥井書店 2007
- 『源氏将軍神話の誕生 襲う義経、奪う頼朝』（NHKブックス）NHK出版 2009
- 『戦国時代と禅僧の謎 室町将軍と「禅林」の世界』洋泉社 2017